# Pinzas de punta

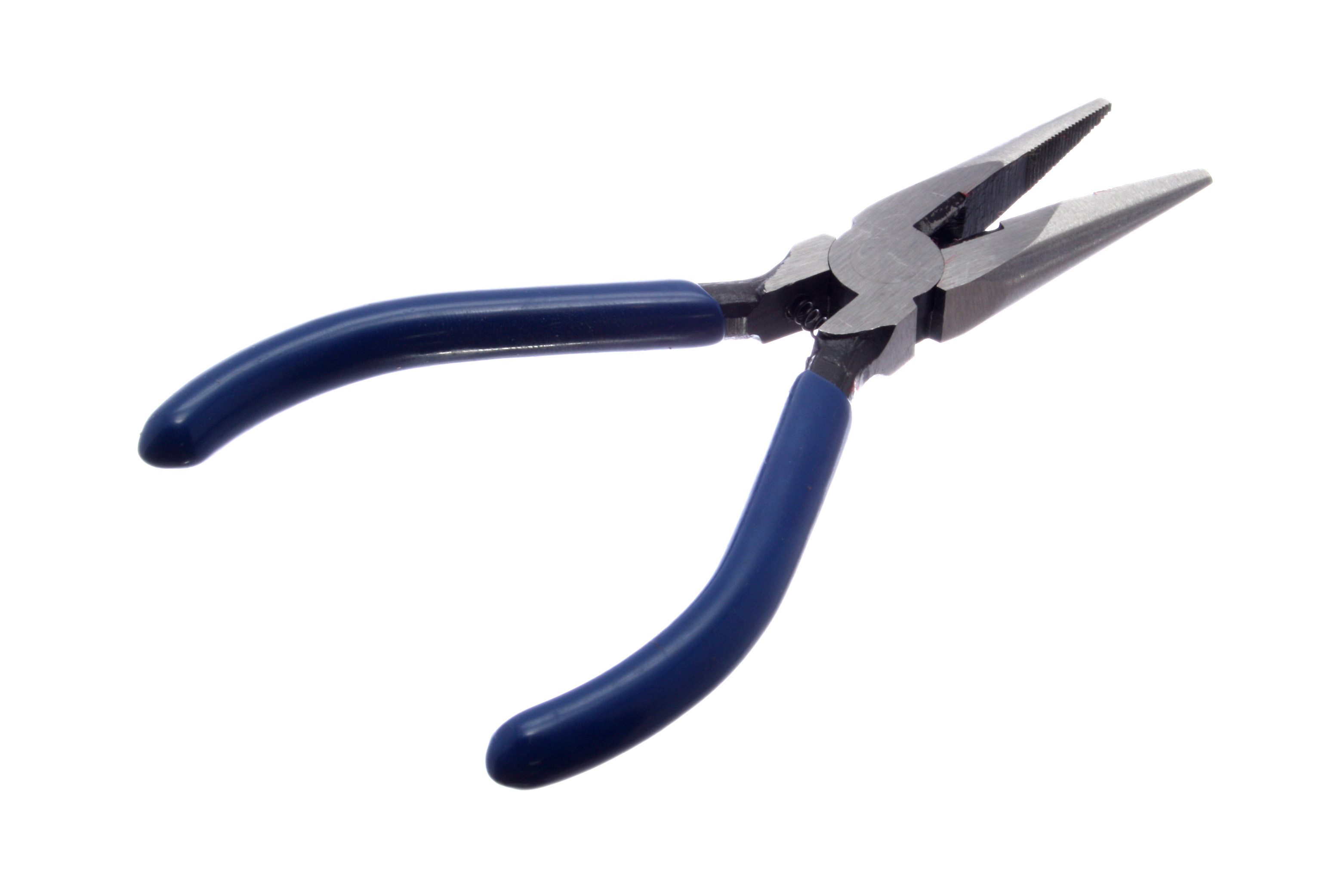
Pinza de punta

Las pinzas de punta son unas pinzas de corte y sujeción usadas para doblar, reposicionar y cortar alambre.
Gracias a su forma alargada, permiten alcanzar objetos en cavidades donde los cables u otro material se han atorado o son inalcanzables para las manos, dedos y otros medios.